# Siphocodon spartioides
Siphocodon spartioides là loài thực vật có hoa trong họ Hoa chuông. Loài này được Turcz. miêu tả khoa học đầu tiên năm 1852.